# 김민우 (스키 선수)
김민우(1998년 7월 2일~)는 대한민국의 크로스컨트리 스키 선수이다.